# Vill salig och lycklig du bliva
Vill salig och lycklig du bliva är en psalm med text skriven 1937 av Sven Bergholtz-Grönlund och musik skriven 1937 av  Einar Ekberg.

## Publicerad i
- Segertoner 1988 som nr 507 under rubriken "Att leva av tro - Kallelse - inbjudan".[1]